# La expresión de las emociones en el hombre y en los animales
La expresión de las emociones en el hombre y en los animales (título original en inglés The Expression of the Emotions in Man and Animals) es un libro del naturalista británico Charles Darwin publicado en 1872 y trata sobre la manera en que los humanos y los animales -principalmente pájaros y mamíferos- expresan sus emociones. Representa, junto a El origen del hombre y de la selección en relación al sexo (1871) la intención de Darwin de enfocar cuestiones relativas a la evolución del hombre y su psicología usando la perspectiva de su teoría de la selección natural.

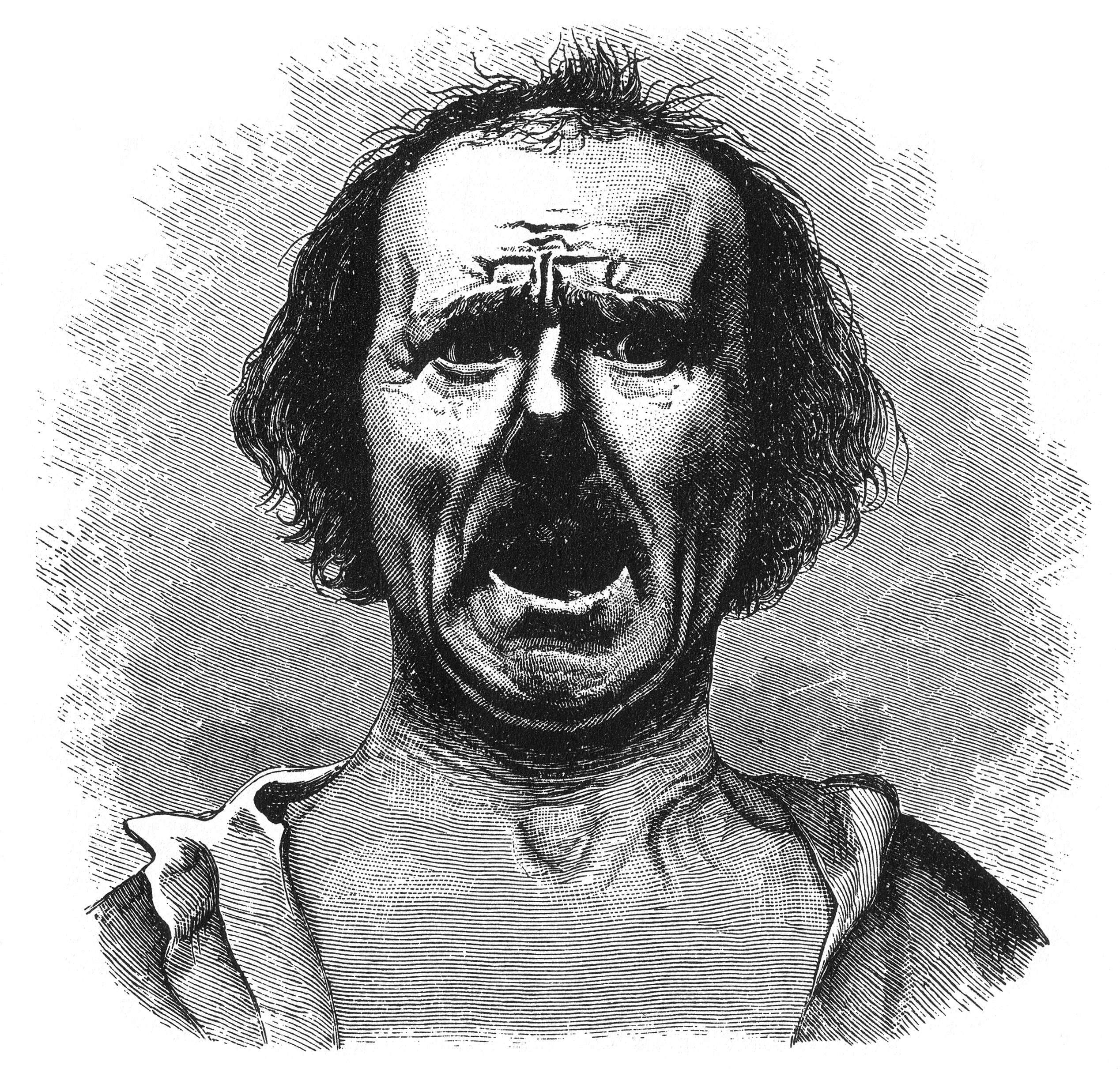
Figura 21, "Horror y Agonía", según una fotografía de Guillaume Duchenne (Más imágenes en Commons)

Mientras escribía La variación de animales y plantas en estado doméstico (1866), Darwin quiso añadir un capítulo que incluyese al hombre en su teoría, pero el libro resultó ser demasiado voluminoso y decidió enfocar el tema en un ensayo breve que también trataría sobre los ancestros del homínido, la selección sexual y la expresión humana. La obra resultó en dos gruesos volúmenes que tituló The Descent of Man. Después de completar sus investigaciones sobre las teorías apuntadas en dicha obra, en enero de 1871, Darwin decidió componer una nueva obra en la que reunir el material que había reunido sobre la expresión de emociones. Darwin reconocía cierto valor universal en la expresión facial, tal como explica en la obra:"...Los jóvenes y los adultos de razas muy distintas, tanto humanos como animales, expresan similares estados mentales con los mismos movimientos". 
Darwin había ido por todo el mundo reuniendo documentación para esta obra, y basaba su investigación en cuestionarios, cientos de fotografías de actores, bebés y enfermos mentales acogidos en asilos, y en sus propias observaciones personales, con un énfasis especial en el dolor causado por la muerte de un familiar. Durante su redacción, Darwin se encontró revisando grandes líneas de la teoría expuesta en El origen de las especies, y de nuevo una de sus teorías volvió a desatar cierta polémica al ser publicada: En primavera de 1872, cuando apenas había terminado su tratado sobre la expresión de emociones, otro libro de Charles Bell titulado Anatomía y fisiología de la expresión describía los músculos faciales como "obras de un creador divino, destinadas a expresar los exquisitos sentimientos del hombre", desde una perspectiva completamente opuesta a la suya.

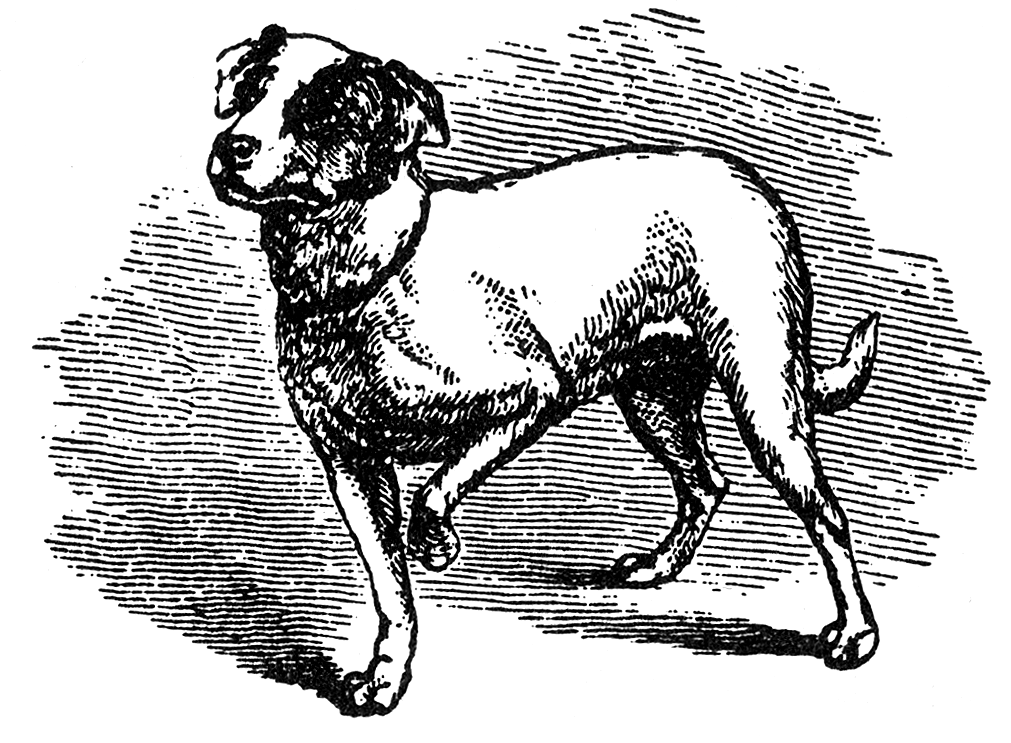
Figura 4: "Un pequeño perro vigila a un gato sobre una mesa", a partir de una fotografía de Oscar Gustav Rejlander.

Las pruebas, reunidas por su hija Henrietta y su hijo Leonard Darwin, requerían una revisión intensiva que le llevaron a estar "harto del asunto, de mí mismo, y del mundo". Fue uno de los primeros libros ilustrados con fotografías, incluyendo siete placas de heliotipo. John Murray, el editor, advirtió que una edición tan costosa "causaría un terrible agujero en los beneficios",  pero la obra resultó ser muy popular, superando los 5 000 ejemplares vendidos.